# خورشیدگرفتگی ۲۶ ژانویه ۲۰۰۹
خورشیدگرفتگی ۲۶ ژانویه ۲۰۰۹ (به انگلیسی: Solar eclipse of January 26, 2009) یک خورشیدگرفتگی از نوع خورشیدگرفتگی حلقه‌ای است. این خورشیدگرفتگی در تاریخ ۲۶ ژانویه ۲۰۰۹ میلادی (‎۷ بهمن ۱۳۸۷ خورشیدی) روی داد که زمان اوج آن، ساعت ۷:۵۹:۴۵ به‌وقت ساعت هماهنگ جهانی بوده‌است. مدت زمان و طول این خورشیدگرفتگی ۷ دقیقه و ۵۴ ثانیه بود.

## نگارخانه